# Nolito
Manuel Agudo Durán (n. 15 octombrie 1986, Sanlúcar de Barrameda, Andaluzia, Spania) este un fotbalist spaniol retras din activitate, care a jucat pe post de mijlocaș lateral la echipe ca Celta Vigo, Barcelona B și Atlético Sanluqueño CF⁠(d). Pe plan internațional, are prezențe la națională pentru Spania.

## Palmares

### Club
Barcelona
- La Liga: 2010–11

Benfica
- Taça da Liga: 2011–12

### Individual
- La Liga Player of the Month: septembrie 2014, septembrie 2015